# We Are Hallucinations
We Are Hallucinations è il primo album video del gruppo musicale statunitense Failure, pubblicato il 6 luglio 2023 dalla Failure Films.

## Descrizione
(Greg Edwards, chitarrista dei Failure)
Pubblicato inizialmente per il solo streaming nel dicembre 2022, il film concerto comprende registrazioni tratte dalla tournée nordamericana intrapresa nell'estate 2022 a supporto del sesto album Wild Type Droid.

## Tracce
1. Submarines
2. Mercury Mouth
3. Macaque
4. Wonderful Life
5. Frogs
6. Atom City Queen
7. Counterfeit Sky
8. Force Fed Rainbow
9. Bring Back the Sound
10. Bad Translation
11. Half Moon
12. Headstand
13. Segue 3
14. The Nurse Who Loved Me
15. Another Space Song
16. Stuck on You
17. Heliotropic
18. Daylight

## Formazione
Hanno partecipato alle registrazioni, secondo i titoli di coda del film:
Gruppo
- Ken Andrews – voce, chitarra, basso, tastiera, missaggio
- Greg Edwards – chitarra, basso, tastiera, cori
- Kellii Scott – batteria

Produzione
- Ken Andrews – regia, montaggio, missaggio
- Priscilla Chavez-Scott – ripresa
- Steve Gardels – ripresa
- Paul Malinowski – FOH